# Thelypteris anoptera
Thelypteris anoptera är en kärrbräkenväxtart som först beskrevs av Kze. och Oskar Kuhn, och fick sitt nu gällande namn av C. Reed. Thelypteris anoptera ingår i släktet Thelypteris och familjen Thelypteridaceae. Inga underarter finns listade.